# Медицина управления возрастом
Медицина управления возрастом (англ. Age management medicine), антивозрастная медицина, (англ. preventage medicine), также антиэйдж-медицина, (англ. antiage medicine) — направление альтернативной медицины, целью которого является профилактика любого рода расстройств и  сохранение активного долголетия (качества жизни, обычно ухудшающегося с возрастом). Медицина управления возрастом основана на страхе и желании современных людей избежать связанного со старением ухудшения здоровья, представляет собой вариант биохакинга.
Медицина управления возрастом входит в премиум-сегмент коммерческой медицины.
Проблемами медицины управления возрастом являются высокая стоимость услуги и отсутствие доказанного эффекта у большинства назначений.
В США некоммерческая организация «Американская академия медицины за продление жизни» (англ. American Academy of Anti-Aging Medicine), непризнанная медицинским сообществом, выдаёт дипломы со специальностью «биогеронтолог».
Учёные-геронтологи относят антивозрастную медицину к мошенническим практикам и называют её лженаукой.

## Описание
По мысли основателя медицины управления возрастом Лероя Худа,  медицина управления возрастом должна придерживаться четырех принципов: предиктивность (англ. predictive — предсказательная), превентивность (precautionary — предупредительная), персонализация (personification) и партисипативность (participate — принимать участие).
Предиктивность по Худу — это предсказание заболевания, превентивность — предупреждение возникновения и развития заболевания, персонализация — адресное воздействие на пациента, партисипативность — активное участие пациента в процессе лечения.
Современая концепция превентивной медицины гласит, что путём определённых манипуляций человек может отложить естественные процессы старения организма на пять—десять лет и в возрасте девяноста лет быть активным. Такие заявления голословны, для них нет научных доказательств, этим они похожи на рекламу «омолаживающих» продуктов.
Большая часть рекомендаций в рамках превентивной медицины представляют собой рекомендации вести здоровый образ жизни.
Специалисты антивозрастной медицины назначают омоложающие уколы, минеральные воды и подобные оздоровительные услуги.
Некоторые превентивные специалисты предлагают пациентам псевдонаучные манипуляции, распространяют теории заговора, рассказывают о вреде некоторых продуктов питания: мифический вред глютена, интоксикация «шлаками», пользование в быту «неправиьными» предметами и тому подобное. 
Они часто диагностируют отсутствующие в доказательной медицине или редкие состояния: синдром дырявого кишечника, интоксикация тяжелыми металлами, нарушение гормонального фона, хронический кандидоз, непереносимость глютена, паразитарное заболевание, инсулинорезистентность.
Для устранения вредного влияния описанных ими проблем рекомендуются мануальная терапия, скандинавская ходьба, приём БАД, обёртывания и другие непроверенные практики. Также назначается строгая диета, в том числе ненаучная «антикандидная диета» (призванная якобы избавить организм от типичного представителя микрофлоры кишечника, полости рта и пищевода человека Candida albicans).
При обнаружении у пациента симптомов опасных заболеваний антиэйдж-специалисты обычно направляют его к врачу, который придерживается доказательной медицины.
Помимо альтернативных специалистов и практик, в клинике превентивной медицины можно попасть на приём к настоящему врачу и пройти медицинское обследование, подобно любой коммерческой клинике.
Однако, при этом можно потратить деньги на ненужные обследования, получить в качестве назначений набор БАД и упустить время для диагностики настоящего заболевания и поздно начать эффективное лечение.

## Профильное образование
Медицинская специальность «превентивная медицина» отсутствует как в российских, так и в западных медицинских вузах.
Существуют школы превентивной медицины, как для дипломированных врачей (например, французская Anti-Age Expert при Университете Париж XII Валь-де-Марн), так и принимающих людей без медицинского образования, и таких школ больше, чем школ, обучающих врачей (например, PreventAge Lifestyle School).
Превентивной медициной занимается международная организация англ. WOSIAM (Всемирная ассоциация междисциплинарной антивозрастной медицины), у которой есть российское отделение — RUSIAM.
Другая организация, позиционирующая себя в области анти-эйдж — «Американская академия антиэйдж-медицины» — выдаёт сертификаты «биогеронтологов» — специалистов в области активного долголетия. Эта организация не придерживается принципов доказательной медицины, не признана Американской медицинской ассоциацией и официально не является медицинской.
Для специалистов превентивной медицины является типичным назначение длинного списка биологически-активных добавок и дополнительных обследований на каждом приёме, что свидетельствует о недобросовестном подходе к диагностике состояния пациента и неэффективности лечения.

## Критика
Специалисты по процессам старения организма человека критикуют антиэйдж-медицину как ненаучную дисциплину, в отличие от геронтологии.
Омоложающие уколы, минеральные воды и другие услуги антивозрастной медицины с точки зрения научной геронтологии представляют собой лженаучные процедуры с признаками мошенничества.
В случае опасного заболевания посетители клиник антивозрастной (превентивной) медицины рискуют упустить время и слишком поздно начать эффективное лечение, что снижает шансы на выздоровление.

## История
Термин «превентивная медицина» ввёл в публичный оборот в середине XX века американский ученый Лерой Эдвард Худ, проводивший исследования в сфере биотехнологий и иммунологии.
В XXI веке название было изменено в маркетинговых целях — консервативное слово «превентивная» заменили на современное «антиэйдж».
В 1993 году остеопаты Роберт Голдман и Рональд Клатц создали Американскую академию антиэйдж-медицины (American Academy of Anti-Aging Medicine, AAAAM, A4M).
В России «превентивная медицина» и «антиэйдж-медицина» известны приблизительно с 2010 года.
C 2011 по 2017 год в России появились как минимум 5 клиник, специализирующихся на превентивной медицине